# Proasellus coiffaiti
Proasellus coiffaiti is een pissebed uit de familie Asellidae. De wetenschappelijke naam van de soort is voor het eerst geldig gepubliceerd in 1972 door Henry & Magniez.